# Jamie Moul
Jamie Moul (Chelmsford, 26 september 1984) is een golfprofessional uit Engeland.

## Amateur
Jamie Moul had in 2007 handicap +5. Na het winnen van de Brabazon Trophy dat jaar stond hij 16 weken op de eerste plaats van de World Amateur Golf Ranking.
Gewonnen (selectie)
- 2006: Lytham Trophy
- 2007: Brabazon Trophy

Teams
- Walker Cup: 2007

## Professional
Na het spelen van de Walker Cup werd Moul in 2007 professional. Hij speelt op de Europese Challenge Tour en won in juli 2011 de eerste editie van het Acaya Open in Zuid-Italië.
Gewonnen
- 2011: Acaya Open 2011